# Coleochloa schweinfurthiana
Coleochloa schweinfurthiana là một loài thực vật có hoa trong họ Cói. Loài này được (Boeckeler) Nelmes mô tả khoa học đầu tiên năm 1953.